# Folketing
72e législature
Christiansborg
Le Folketing, ou Folketinget, est le parlement monocaméral du Danemark. Le nom peut être approximativement traduit par « l'assemblée du peuple » (Folk désignant le peuple, tandis que Ting renvoie à une assemblée).

## Histoire
De 1849 à 1953, le Folketing était l'une des deux chambres du parlement bicaméral, le Rigsdag (parlement royal). L'autre chambre était le Landsting. Les deux chambres avaient les mêmes prérogatives, aussi on ne peut pas parler de chambre haute et chambre basse. Elles représentaient des parties différentes de la population : le Folketing représentait plutôt des fermiers indépendants, des commerçants ou les classes éduquées, le Landsting représentant plutôt la vieille aristocratie et les conservateurs.
À l'issue des élections législatives de 1918, quatre femmes sont pour la première fois élues au Folketing.
En 1953, une nouvelle constitution fut adoptée. Le Landsting fut supprimé et un parlement monocaméral, le Folketing, instauré.
Depuis 1849, le Folketing siège dans le château de Christiansborg, au cœur de Copenhague.

## Système électoral

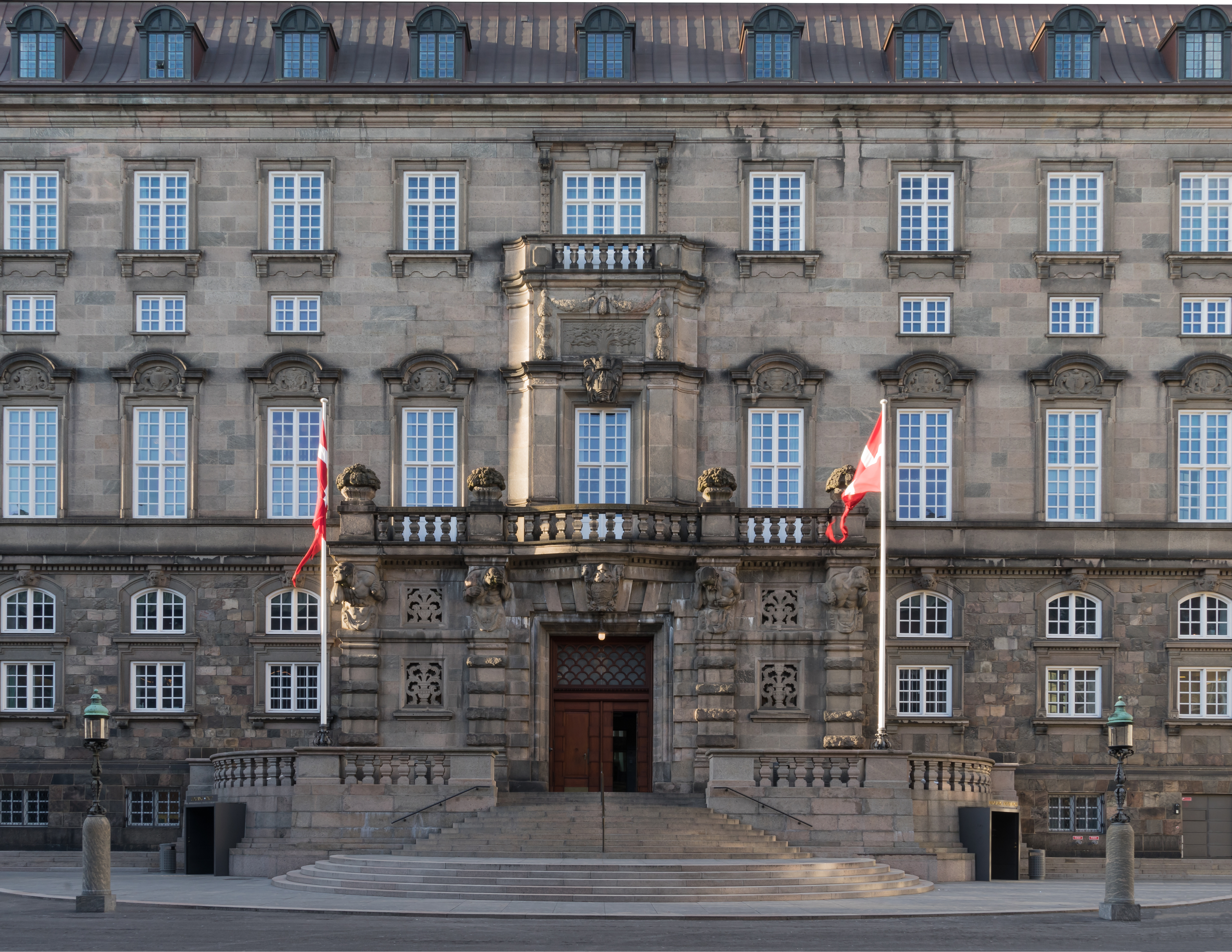
Entrée du Folketing au château de Christiansborg.

Les 179 sièges du Folketing sont pourvus pour quatre ans au scrutin proportionnel plurinominal dans le cadre d'un système mixte associant des circonscriptions régionales et une répartition par compensation au niveau national avec seuil électoral de 2 %.
135 sièges sont ainsi répartis dans 10 circonscriptions régionales pour y être pourvus à la proportionnelle avec listes ouvertes selon une version modifiée de la méthode de Sainte-Laguë et à l'aide du quota de Hare. Les électeurs ont la possibilité de voter pour un parti, ou d'effectuer un vote préférentiel directement pour un candidat figurant dans la liste d'un parti. Auquel cas le vote pour le candidat compte pour un vote pour la liste du parti, et lui permet également de faire monter sa place dans celle-ci. Après décompte des suffrages, les sièges sont répartis dans chaque circonscription aux candidats des différents partis dans l'ordre de leur position dans la liste, en tenant compte des votes préférentiels. Les partis peuvent néanmoins forcer une répartition selon l'ordre prédéterminé de leurs listes, en le déclarant au préalable. En 2019, seule la Liste de l'unité a procédé ainsi.
À ces 135 sièges s'ajoutent 40 autres destinés à lisser un éventuel décalage entre la part des voix des partis et leurs part de sièges, afin d'atteindre une meilleure représentativité de l'électorat. Les sièges sont ainsi répartis en priorité aux listes ayant recueilli plus de 2 % des suffrages exprimés et dont la part des sièges est inférieure à celle des voix.
Enfin, aux 175 sièges élus dans le Danemark proprement dit, s'ajoutent deux sièges pour les Îles Féroé et deux autres pour le Groenland.
Pour pouvoir participer au scrutin, un nouveau parti doit recueillir le soutien d'un nombre d'électeurs au moins égal à 1/175e du total des votes valides exprimés lors des précédentes élections. En 2019, ce chiffre équivaut ainsi à 20 109 déclarations de soutien.

## Liste des présidents
| Nom                   | Dates de mandat            | Dates de mandat            | Parti politique              | Notes |
| --------------------- | -------------------------- | -------------------------- | ---------------------------- | ----- |
| Julius Bomholt        | 22 novembre 1945           | 22 février 1950            | Sociale-démocratie           |       |
| Gustav Pedersen       | 23 février 1950            | 22 septembre 1954          | Sociale-démocratie           |       |
| Julius Bomholt        | 6 octobre 1964             | 22 janvier 1968            | Sociale-démocratie           |       |
| Karl Skytte           | 6 février 1968             | 30 septembre 1978          | Radikal Venstre              |       |
| K. B. Andersen        | 3 octobre 1978             | 8 décembre 1981            | Sociale-démocratie           |       |
| Svend Jakobsen        | 22 décembre 1981           | 10 janvier 1989            | Sociale-démocratie           |       |
| Erik Ninn-Hansen      | 10 janvier 1989            | 3 octobre 1989             | Parti populaire conservateur |       |
| Hans Peter Clausen    | 3 octobre 1989             | 15 janvier 1993            | Parti populaire conservateur |       |
| Henning Rasmussen     | 27 janvier 1993            | 5 octobre 1994             | Sociale-démocratie           |       |
| Erling Olsen          | 5 octobre 1994             | 11 mars 1998               | Sociale-démocratie           |       |
| Ivar Hansen           | 26 mars 1998               | 11 mars 2003               | Radikale Venstre             |       |
| Christian Mejdahl     | 18 mars 2003               | 13 novembre 2007           | Radikale Venstre             |       |
| Thor Pedersen         | 28 novembre 2007           | 15 septembre 2011          | Radikale Venstre             |       |
| Mogens Lykketoft      | 30 septembre 2011          | 18 juin 2015               | Sociale-démocratie           |       |
| Pia Kjærsgaard        | 3 juillet 2015             | 21 juin 2019               | Parti populaire danois       |       |
| Henrik Dam Kristensen | 21 juin 2019               | 16 novembre 2022           | Sociale-démocratie           |       |
| Søren Gade            | depuis le 16 novembre 2022 | depuis le 16 novembre 2022 | Venstre                      |       |